# Nabil
Nabil (arabisch نبيل, DMG Nabīl) ist ein arabischer männlicher Vorname mit der Bedeutung „stattlich, großmütig, edel“. Die weibliche Form des Namens ist Nabila.

## Namensträger

### Männlich
- Nabil Dafi (* 1982), französischer Fußballspieler
- Nabil Elaraby (1935–2024), ägyptischer Jurist und Politiker
- Nabil El Zhar (* 1986), marokkanisch-französischer Fußballspieler
- Nabil Fekir (* 1993), französischer Fußballspieler
- Nabil Ghilas (* 1990), algerischer Fußballspieler
- Nabil-i-Akbar (1829–1892), iranischer Bahai
- Nabil Jeffri (* 1993), malaysischer Automobilrennfahrer
- Nabil Lasmari (* 1978), französisch-algerischer Badmintonspieler
- Nabil Maaloul (* 1962), tunesischer Fußballspieler und -trainer
- Maikel Nabil Sanad (* 1985), ägyptischer Blogger
- Paul Nabil El-Sayah (* 1939), libanesischer Geistlicher der Maronitischen Kirche und Kurienbischof
- Nabil Shuail (* 1962), kuwaitischer Sänger
- Nabil Swelim (1930–2015), ägyptischer Archäologe und Ägyptologe
- Nabil Totah (1930–2012), Jazz-Bassist palästinensischer Herkunft

### Weiblich
- Yus Syazlin Nabila Binti Yusri (* 1998), malaysische Tennisspielerin

### Familienname
- Ahmed Nabil (* 1986), ägyptischer Fechter
- Oussama Nabil (* 1996), marokkanischer Mittelstreckenläufer